# Serie A1 1981-1982 (pallacanestro femminile)
Il campionato di Serie A1 di pallacanestro femminile 1981-1982 è stato il cinquantunesimo organizzato in Italia.
Lo Zolu Vicenza vince il suo sesto titolo, battendo per 2-1 l'Accorsi Torino, dopo aver perso la prima gara.

## Stagione

### Novità
Nella stagione precedente Bonfiglioli Ferrara e Torino sono retrocesse in Serie A2. Il loro posto è stato preso dalle promosse Pool Comense e Pitagora Pescara.

### Formula
La formula rimane invariata per le prime due fasi: le sedici società vengono divise in due gironi da otto, con partite di andata e ritorno. Le prime quattro di ogni girone si classificano per la Poule finale, le ultime quattro per la Poule recupero. Cambia la formula delle finali dopo la stagione regolare: le ultime due della Poule recupero retrocedono in Serie A2, mentre le prime due si giocano il titolo ai play-off contro le prime sei della Poule finale, con quarti, semifinali e finali al meglio di tre gare.

## Prima fase

### Girone A
|  |    | Classifica finale 1981-1982 | Pt | G  | V  | P  | PtF  | PtS  |
|  | -- | --------------------------- | -- | -- | -- | -- | ---- | ---- |
|  | 1. | Accorsi Torino              | 24 | 14 | 12 | 2  | 1059 | 921  |
|  | 2. | Zolu Vicenza                | 22 | 14 | 11 | 3  | 1052 | 773  |
|  | 3. | Canon Roma                  | 16 | 14 | 8  | 6  | 1031 | 1040 |
|  | 4. | Dietalat Parma              | 14 | 14 | 7  | 7  | 1073 | 1074 |
|  | 5. | UFO Schio                   | 14 | 14 | 7  | 7  | 1111 | 1124 |
|  | 6. | Sisv Viterbo                | 10 | 14 | 5  | 9  | 885  | 955  |
|  | 7. | Fiorella Perugia            | 8  | 14 | 4  | 10 | 960  | 1073 |
|  | 8. | Expanditalia Caserta        | 4  | 14 | 2  | 12 | 944  | 1094 |

### Girone B
|  |    | Classifica finale 1981-1982 | Pt | G  | V  | P  | PtF  | PtS  |
|  | -- | --------------------------- | -- | -- | -- | -- | ---- | ---- |
|  | 1. | Bloch Sesto San Giovanni    | 24 | 14 | 12 | 2  | 1129 | 1010 |
|  | 2. | Pagnossin Treviso           | 22 | 14 | 11 | 3  | 1095 | 933  |
|  | 3. | Pepper Spinea               | 22 | 14 | 11 | 3  | 1028 | 962  |
|  | 4. | GBC Milano                  | 16 | 14 | 8  | 6  | 939  | 983  |
|  | 5. | Varta Pescara               | 10 | 14 | 5  | 9  | 994  | 1086 |
|  | 6. | Pool Comense                | 8  | 14 | 4  | 10 | 869  | 970  |
|  | 7. | Omsa Faenza                 | 6  | 14 | 3  | 11 | 844  | 988  |
|  | 8. | Pejo Brescia                | 4  | 14 | 2  | 12 | 1009 | 1116 |

## Seconda fase

### Poule finale
|  |    | Classifica finale 1981-1982 | Pt | G  | V  | P  | PtF  | PtS  |
|  | -- | --------------------------- | -- | -- | -- | -- | ---- | ---- |
|  | 1. | Accorsi Torino              | 26 | 14 | 13 | 1  | 1094 | 909  |
|  | 2. | Zolu Vicenza                | 18 | 14 | 9  | 5  | 1058 | 939  |
|  | 3. | Bloch Sesto San Giovanni    | 16 | 14 | 8  | 6  | 1082 | 1036 |
|  | 4. | Pagnossin Treviso           | 14 | 14 | 7  | 7  | 993  | 947  |
|  | 5. | GBC Milano                  | 12 | 14 | 6  | 8  | 940  | 963  |
|  | 6. | Canon Roma                  | 12 | 14 | 6  | 8  | 1017 | 1086 |
|  | 7. | Pepper Spinea               | 10 | 14 | 5  | 9  | 979  | 1095 |
|  | 8. | Dietalat Parma              | 4  | 14 | 2  | 12 | 919  | 1111 |

### Poule Salvezza
|  |    | Classifica finale 1981-1982 | Pt | G  | V  | P  | PtF  | PtS  |
|  | -- | --------------------------- | -- | -- | -- | -- | ---- | ---- |
|  | 1. | UFO Schio                   | 24 | 14 | 12 | 2  | 1182 | 1057 |
|  | 2. | Sisv Viterbo                | 20 | 14 | 10 | 4  | 988  | 928  |
|  | 3. | Varta Pescara               | 18 | 14 | 9  | 5  | 932  | 898  |
|  | 4. | Fiorella Perugia            | 16 | 14 | 8  | 6  | 1012 | 944  |
|  | 5. | Expanditalia Caserta        | 12 | 14 | 6  | 8  | 986  | 998  |
|  | 6. | Levrini Como                | 10 | 14 | 5  | 9  | 921  | 979  |
|  | 7. | Omsa Faenza                 | 6  | 14 | 3  | 11 | 873  | 987  |
|  | 8. | Pejo Brescia                | 6  | 14 | 3  | 11 | 1031 | 1114 |

## Terza fase

### Playoff
|  | Quarti di finale | Quarti di finale  | Quarti di finale  | Quarti di finale | Quarti di finale |  |  | Semifinali     | Semifinali     | Semifinali     | Semifinali     | Semifinali |    |    | Finale       | Finale       | Finale | Finale | Finale |  |
|  |                  |                   |                   |                  |                  |  |  |                |                |                |                |            |    |    |              |              |        |        |        |  |
|  | 2                | Zolu Vicenza      | 85                | 64               | 81               |  |  |                |                |                |                |            |    |    |              |              |        |        |        |  |
|  | 1r               | UFO Schio         | 76                | 65               | 57               |  |  | Zolu Vicenza   | Zolu Vicenza   | Zolu Vicenza   | 87             | 73         |    |    |              |              |        |        |        |  |
|  | 3                | Bloch Sesto       | Bloch Sesto       | 76               | 70               |  |  | Canon Roma     | Canon Roma     | Canon Roma     | 75             | 63         |    |    |              |              |        |        |        |  |
|  | 6                | Canon Roma        | Canon Roma        | 80               | 89               |  |  |                |                |                |                |            |    |    | Zolu Vicenza | Zolu Vicenza | 68     | 64     | 80     |  |
|  | 1                | Accorsi Torino    | Accorsi Torino    | 85               | 106              |  |  |                |                | Accorsi Torino | Accorsi Torino | 74         | 58 | 71 |              |              |        |        |        |  |
|  | 2r               | Sisv Viterbo      | Sisv Viterbo      | 61               | 69               |  |  | Accorsi Torino | Accorsi Torino | 85             | 57             | 58         |    |    |              |              |        |        |        |  |
|  | 4                | Pagnossin Treviso | Pagnossin Treviso | 54               | 55               |  |  | GBC Milano     | GBC Milano     | 58             | 58             | 56         |    |    |              |              |        |        |        |  |
|  | 5                | GBC Milano        | GBC Milano        | 73               | 58               |  |  |                |                |                |                |            |    |    |              |              |        |        |        |  |

## Verdetti
- Campione d'Italia:  Zolu Vicenza
Formazione: Mara Fullin, Lidia Gorlin, Cristina Grana, Chris Kirchner, K. Peruzzo, Valentina Peruzzo, Catarina Pollini, Wanda Sandon, Federica Sbrissa, Serena Stanzani. Allenatore: Franco Giuliani.
- Retrocessioni in Serie A2: Omsa Faenza e Pejo Brescia.